# 拳銃神
『拳銃神』（けんじゅうしん）は、荻野真による日本の漫画。コミックス表紙などでは副題として「THE GUN SPIRIT」が付けられている。
『週刊ヤングジャンプ』（集英社）において2000年26号から2003年18号までと、『漫革』（集英社）の2003年6月5日号に連載された。全99話。単行本全9巻。ガンアクションを題材とした作品であり、豊富な拳銃修行経験を持つ小峯隆生がアクションコンポーザーを務めている。

## 概要
荻野にとっては4年ぶりの週刊連載作品。平成不況により漫画雑誌や単行本の売れ行きが悪化中の状況を乗り切るため、荻野自身がストレスをためずに楽しく連載を乗り切ろうと、かつて自身が楽しんでいたマカロニ・ウェスタンの要素を取り入れ、中学時代に熱狂していた漫画『荒野の少年イサム』へのオマージュとしたガンマン物語として、連載が開始された。
当初は防犯主体の日本の警察において、警官である主人公が凶悪犯に対しては殺人をも辞さないという物語だったが、連載中に現実の日本の警察が発砲するケースが増加し、さらに作中の凶悪犯としてテロリストを登場させた頃にアメリカ同時多発テロ事件が発生するなど、現実が漫画にすぐに追いついてしまう状況になった。そのため、リアルな話を好まない荻野は主人公たちの敵として、人間から変異した「ネオテラー」という怪物を設定、物語はフィクション性の強いものに手直しされることとなった。むしろ凶悪犯に対して殺人を辞さない存在は、ネオテラーの側として描かれた。
その後、連載前年に患っていた荻野の持病が連載とともに悪化、さらに折からの銃規制強化の煽りを受けたため、連載は中断した。オリジナルビデオ化の予定もあったものの立ち消えとなり、単行本の増刷すら行われない始末となった。単行本最終巻のあとがきにおいて荻野は、本作はまとめるのがやっとで、出来ばえはかなり中途半端に終わったと、自身で認めている。
しかし、荻野の息子は本作を一番好きな作品と語っており、その息子の友人たちも、是非続きを読みたがっているといい、荻野自身も、本作で取り上げたテーマに未練があることから、機会があればまた挑戦したい旨を語っている。また本作終盤における、主人公とヒロインによる男女1組の殺し屋という図式は、後の荻野の連載作品『怨霊侍』の前身ともなった。

## あらすじ
下町の三流巡査・的場イサムはある日、管轄内で銀行強盗事件に遭遇、武装した凶悪犯たちを丸腰のままたった1人で、一瞬でねじ伏せるという大活躍を見せた。実は彼には、生まれついての暗殺者という過去が隠されていた。その素質を見込まれた的場は、警視庁の特殊機動殺人課、通称・特殺課に転属となり、凶悪な殺人犯たち、そしてネオテラーと呼ばれる未知の怪物たちに立ち向かう。

## 登場人物
的場 イサム（まとば イサム）
主人公。13歳までをアメリカで過ごし記憶喪失となり、日本の警察官であった的場家に引き取られて育った青年。23歳。
物語開始当初は下町の交番勤務の巡査で、帰国子女ということもあり日本語以外の会話は堪能だが漢字の読み書きは怪しく、銃嫌いとあって役立たずの三流警官呼ばわりされていた。しかし実はプロの殺し屋であり、普段はアホ呼ばわりされるほど呑気だが、銃の扱いは超一流、特殊な体術により至近距離で撃たれた銃弾をかわし、一目で相手が殺人者かどうかを見抜き、殺人者相手なら情け容赦なく引き金を引く。
その正体は、死祭イサム（しまつり イサム）という神殺し。13歳にして発気、死気といった超常の技を修得しており、プロの殺し屋ばかり50人以上もの人間を殺害したとされる。
主に拳銃を用いるが、初の本格的な出動である東京拘置所突入の際には端元と同じくM60マシンガンを用いていた。
梓 弓鶴（あずさ ゆづる）
本作のヒロイン。一種試験合格のエリート。銃が好きで警察の職に就いたと称するほどのガンマニア。本人の強い希望に加え、彼女を的場の制御役にするという上官たちの思惑により、特殺課に配属となる。23歳。体格的に拳銃が主となり、東京拘置所突入の際にはマグナム357リボルバーであった。
的場と同じくアメリカ育ちの帰国子女だが、銃匠である父親が引き起こした事件に巻き込まれ、生存するも記憶喪失となる。その後、日本在住の親類に引き取られる。
死祭彩音（しまつり あやね）の霊が憑いており、死気を用いて現世から消えかかったイサムを呼び戻すことができる。
特殊機動殺人課
警視庁の地下にあり、その存在が公にされていた課。通称「特殺課」。
凶悪化するテロリストに対抗するために組織された。第一次特殺課は機動隊などから選りすぐったエリート警官であったが犯人を射殺することができず、第二次特殺課は逆に一般人を含め殺人経験者を選別したが、自ら滅びの道を歩みこれも失敗。そこで第三次特殺課は殺人経験のある警察官を主体に再編された。
南部 攻兵（なんぶ こうへい）
曲者揃いの警視庁特殺課を率いる隊長。階級は警視。顔面に幾つもある傷跡が特徴である。元は陸上自衛隊員でありイギリス特殊部隊SASに出向し、テロリスト数名を殺害。その後警視庁に移り第二次特殺課に抜擢され十数名を殺している。自滅した第二次メンバーで唯一の生き残り。都市ゲリラ戦のエキスパートであり、銃器・爆発物をはじめ特殊破壊活動全般に通じている。42歳。M16のようなアサルトライフルを主とする。的場・梓・仁倉の様な特殊な力は持たず、経験した修羅場の数そのものも仁倉副長よりも少ないが、通常武器の高い威力と経験の豊富さ・優れた状況判断力から強いリーダーシップを発揮して特殺課の指揮を執る。
仁倉 刑次（にくら けいじ）
特殺課の副隊長。階級は警部で、警視庁公安部の出身。反日テロリストに対する海外防諜活動を専門としていた。銃を好まず、古武道による格闘技と刀剣術を得意とし、多くの容疑者を殺害もしくは廃人同様に至らしめている。くぐった修羅場は南部隊長以上であり、格闘技はイサムの体術を上回り刀を用いて発気を行うこともできる。38歳。拘置所では日本刀を2本忍者のように背中に帯びていた。
長屋 正洋（ながくら まさひろ）
特殺課の機動隊員。元は組織犯罪対策部所属。妻が巻き込まれた覚醒剤絡みの事件でヤクザ数名を殺害している。ライフルやショットガンなど、いわゆる長物と呼ばれる銃器を好む。32歳。拘置所では先詰め（切って短くした）セミオートの散弾銃を両手に2丁用いていた。
端元 真悟（はしもと しんご）
特殺課の機動隊員。元は某県警の機動隊員で、同僚が自殺したリンチ事件の恨みで上司を殺害した過去を持つ。体力自慢であり得意な殺しは力任せの打撃や絞め技だが、ボクシングはライセンス保持者のセミプロであり、迅速な動きと技を繰り出す。マシンガンなどの大型銃器の扱いを得意とする。拘置所ではM60機関銃を用いていた。
薬丸 博也（やくまる ひろや）
特殺課の機動隊員で検視官。他のメンバーと違って殺人経験はなく警察官でもなかったが、死体愛好家という特殊な嗜好から特殺課に抜擢された。薬物と小口径の拳銃などを得意とする。28歳。拘置所ではサブマシンガンを用いていた。
計目 善三郎（はかりめ ぜんざぶろう）
特殺課の捜査隊員。一見すると冴えない中年だが、元は警視庁捜査一課（強行犯係）の猟犬と呼ばれたほどの達人刑事。かつて警部から巡査長に突如降格され、同時期に同僚刑事2名が変死しており、彼の仕業といわれている。骨董品マニアであり、クラシック銃や刀剣類の知識に長ける。49歳。拘置所ではサブマシンガンを用いていた。
団子 桜（だんご さくら）
特殺課の技官。銃火器の天才で、銃マニアでもある。六つ子の長女。拘置所突入に先立ち3種類の特殊マグナム弾を開発していた。技官のために特殺課の活動に参加できないことからひそかに疎外感を抱いており、そのことが終盤における惨劇の発端となる。
団子五兄弟 / 松、竹、梅、寅、源公
特殺課の技官5人。桜の弟たちであり、顔は全員同じ。名前は桜から一文字だけで呼ばれていたが、三男は「梅三郎」と呼ばれていた。爆薬とメカニックの天才たちで、車両、通信、工作機などあらゆる技術を5人でこなす。
帝塚（てづか）
特殺課の課長。キャリア組であり、的場イサムがかつて暗殺者だった事も知った上で、特殺課への引き抜きを謀る。

墓場 忌太郎（はかば きたろう）
東京拘置所に収監されている囚人。元・プロの殺し屋であり、アメリカ時代のイサムに会ったこともある。彼もまた「神殺し」の1人のようで、化気や発気を使いこなす達人。既に数回死刑が執行されているが死なないらしい。

## 用語
ネオテラー
「ネオ・テロリスト」の略称。人がテロリストになるきっかけは『怨みと絶望』であるが、テロリストがネオ・テロリストとなるにはそれらに『孤独』が加わる。通常のテロリスト以上に凶悪な殺人事件を引き起こすが、その特徴は「死なない」こと。なお、計目巡査長の言葉によれば、そのネオ・テロリストが死の淵に追い詰められたときにネオテラーたる化物に変わる。実際に作中では両手、両足を切断され脳を撃ち抜かれ、検視の結果、死亡が確認されていても、活動を再開した例もある。また、内面的にも組織の欠損が見受けられ、心臓以外の内臓が無い、骨格のみで活動する、脳そのものが存在しないといった例も確認されている。
終盤になって「死気銃」に操られていたことが判明する。
死気銃
弓鶴の父親である銃匠が黒魔術などの知識、技術を併用して造り上げた活きている銃。銃そのものがいきており、手にした人間や殺した人間を「喰って」力に変えるバケモノ。
多くの人を殺した死気銃は「拳銃神」になる。
投気
気の塊を投射することで、自分と同じ姿を造りだすことができる。
化気
投気の応用技で自分の周りに背景と同じ模様を造りだし、姿を見えなくすることができる。
発気
気を飛ばす攻撃技。気砲術とも言う。弾丸の入ってない拳銃から発射する。技を極めれば銃を持たなくても発射できる。仁倉は刀を用いて発気を飛ばす「気刀術」を修得している。
死気
神殺しの技。引き換えに使った者は死に引かれていく。
抗気
死気に抗う力。この力を持つ者が加わることで完全な「神殺し」となる。

## 書誌情報
- 荻野真『拳銃神』集英社〈ヤングジャンプ・コミックス〉。

1. 2000年12月16日発行（2000年12月11日発売[7]）、ISBN 978-4-08-876104-6
2. 2001年3月24日発行（2001年3月19日発売[7]）、ISBN 978-4-08-876138-1
3. 2001年6月24日発行（2001年6月19日発売[7]）、ISBN 978-4-08-876168-8
4. 2001年9月24日発行（2001年9月19日発売[7]）、ISBN 978-4-08-876203-6
5. 2001年12月15日発行（2001年12月10日発売[7]）、ISBN 978-4-08-876239-5
6. 2002年3月24日発行（2002年3月19日発売[7]）、ISBN 978-4-08-876272-2
7. 2002年6月24日発行（2002年6月19日発売[7]）、ISBN 978-4-08-876309-5
8. 2003年2月24日発行（2003年2月19日発売[7]）、ISBN 978-4-08-876403-0
9. 2003年6月24日発行（2003年6月19日発売[7]）、ISBN 978-4-08-876459-7